# Dawung (Ringinrejo)
Dawung is een bestuurslaag in het regentschap Kediri van de provincie Oost-Java, Indonesië. Dawung telt 4731 inwoners (volkstelling 2010).